# Richard Vogt (inżynier)
Richard Vogt (ur. 19 grudnia 1894 w Schwäbisch Gmünd, zm. w styczniu 1979 w Santa Barbara, Kalifornia, Stany Zjednoczone) – niemiecki inżynier i konstruktor lotniczy.
Po maturze pracował pół roku w fabryce maszyn w Ludwigshafen am Rhein.
Ranny w pierwszej wojnie światowej. Otrzymał wyszkolenie pilota w Halberstadt.
W sierpniu 1916 roku w zakładach Zeppelina spotkał Claude’a Dorniera, który go wspierał. Po wojnie, w ciągu dwóch lat ukończył studia na Politechnice w Stuttgarcie, gdzie do 1922 roku był asystentem profesora Baumanna w Instytucie Lotnictwa i Motoryzacji. Tamże zgłosił swój pierwszy patent i obronił pracę doktorską.
Następnie, z inicjatywy Claude’a Dorniera, przebywał przez krótki czas we Włoszech, po czym – w latach 1923-1933 w Japonii, gdzie pracował w zakładach Kawasaki w Kobe, produkujących na licencji samoloty Dornier. Pod koniec tego okresu został głównym konstruktorem zakładów tworząc kilka własnych modeli samolotów (m.in. dwupłatowy myśliwski Typ 92, dwupłatowy rozpoznawczy KDA-2 (1927), jednomiejscowy myśliwski KDA-3 (1928), myśliwski dwupłat KDA-5/Typ 92-I (1932)).
Jego następcą został, wyszkolony przez niego Takeo Doi, który zaprojektował potem Ki-61 Hien.
W roku 1933 otrzymał propozycję objęcia stanowiska głównego konstruktora w zakładach Blohm & Voss.

Zaprojektował m.in. Blohm & Voss Ha 137, pod jego kierownictwem i przy znacznym udziale powstały także BV 138, Ha 139, Ha 140, BV 141 oraz latające łodzie BV 222 i BV 238. Zaprojektował także 8-silnikową latającą łódź P 200 o planowanym zasięgu 8000 km, która jednak nie została zbudowana. Uczestniczył w powstaniu koncepcji skrzydła nożycowego (typu oblique wing). Jego dziełem był również samolot myśliwski przystosowany do lotu na dużej wysokości BV 155, który osiągnął stadium oblotu pod koniec 1944 lub na początku 1945 roku. Ponadto stworzył projekty myśliwców odrzutowych, które jednak nie opuściły deski kreślarskiej.
Po zakończeniu wojny przesiedlony przez US Air Force do USA w ramach operacji Operacji Paperclip („spinacz”), gdzie od roku 1947 do 1954 był zatrudniony jako cywilny pracownik laboratorium badawczego Air Force w Dayton (Ohio), po czym został głównym konstruktorem Aerophysics Development Corporation do zakończenia działalności przedsiębiorstwa w roku 1960.
Od sierpnia 1960 do sierpnia 1966 był współpracownikiem George’a Schairera w dziale badawczym i testowym Boeinga. Zajmował się tam m.in. pionowzlotami i łodziami z powierzchniami nośnymi (patrz wodolot), ostatnim z jego zadań było przeliczenie i sprawdzenie konstrukcji Boeinga 747.

Zmarł w 1979 roku w Santa Barbara, w stanie Kalifornia, w USA.
Vogt był żonaty i miał dwóch synów.